# Another Day (chanson de Dream Theater)
Cet article concerne la chanson de Dream Theater. Pour la chanson de Paul McCartney, voir Another Day.
Pour les articles homonymes, voir Another Day.
Singles de Dream Theater
Pull Me Under
(1992) Take the Time
(1993)
Pistes de Images and Words
Pull Me Under
(1) Take the Time
(3)
Another Day est la deuxième chanson de l'album Images And Words du groupe de metal progressif Dream Theater. John Petrucci est l'auteur des paroles.

## Apparitions
- 1992 - Images and Words
- 1994 - Lie (Single)
- 2001 - Live Scenes from New York (Album Live)
- 2004 - Images and Words: Live in Tokyo (VHS Live)
- 2004 - Live in Tokyo / 5 Years in a LIVEtime (DVD Live)
- 2008 - Greatest Hit (...And 21 Other Pretty Cool Songs)

## Faits Divers
- Avec Pull Me Under, Take the Time, The Silent Man, Lie, Hollow Years et Constant Motion, Another Day est l'une des seules chansons de Dream Theater ayant fait l'objet d'un clip.
- Another Day est une des chansons reconnue pour être un succès commercial de Dream Theater. La chanson a atteint le 29e rang de la charte du Billboard Magazine
- Mike Portnoy voyait en cette chanson un bon single pour l'album. Il s'est vite rendu compte que les ventes auraient été meilleures avec Pull Me Under.
- Le clip est considéré comme le mieux réussi du groupe. La chanson réussi à aborder la maladie infantile avec délicatesse.

## Personnel
- James LaBrie - chant
- Kevin Moore - claviers
- John Myung - basse
- John Petrucci - guitare
- Mike Portnoy - batterie
- Jay Beckenstein - saxophone